# Усакина, Татьяна Ивановна
Татьяна Ивановна Усакина (24 августа 1931 ― 6 июня 1966) ― советский учёный, филолог, кандидат филологических наук, доцент кафедры русской литературы Саратовского государственного университета (1961—1966).

## Биография
Татьяна Ивановна Усакина родилась 24 августа 1931 года в Самаре.
С 1950 по 1955 годы успешно прошла обучение на филологическом факультете Саратовского государственного университета. С 1955 по 1958 годы обучалась в аспирантуре филологического факультета на кафедре русской литературы. В 1959 году защитила диссертацию на соискание степени кандидата филологических наук на тему «М. Е. Салтыков-Щедрин и общественно-литературное движение 40-х годов XIX века». Её научным руководителем бы профессор Ю. Г. Оксман, а официальным оппонентом профессор А. П. Скафтымов.
С 1958 года работала на кафедре русской литературы в должности ассистента, а с 1961 года — доцентом. Усакина вела общий лекционный курс «История русской критики и журналистики», спецкурсы и семинары «Герцен и его эпоха», «Герцен-беллетрист», «Герцен и литературно-общественное движение 1830—1840-х годов», «Белинский и литература его времени», «Белинский и натуральная школа», «Петрашевцы и натуральная школа». Татьяна Ивановна принимала активное участие в составлении «Летописи жизни и творчества В. Г. Белинского» под руководством Ю. Г. Оксмана, а также подготовила целый ряд комментарий и статей в воспоминаниях о Н. Г. Чернышевском и полных собраний сочинений А. И. Герцена, М. Е. Салтыкова-Щедрина.
В круг научных интересов Усакиной входили публицистика декабристов, литературно-критическая мысль, художественная проза и эстетика 40-60-х гг. XIX в. (петрашевцы, В. Г. Белинский, В. Майков, А. И. Герцен, М. Е. Салтыков-Щедрин, Н. Г. Чернышевский). Татьяна Ивановна была инициатором и организатором кружка «Новинок литературы», который собирался в студенческом общежитии и обсуждались произведения советской литературы.
Умерла 6 июня 1966 года в Саратове.

## Научная деятельность
Труды, монографии:
- Усакина Т. И. Петрашевцы и литературно-общественное движение сороковых годов XIX века. Саратов: Изд-во СГУ, 1965.
- История, философия, литература (середина XIX века) : [сб. ст.]; подгот. Г. Н. Антоновой и Г. В. Макаровской. Саратов: Приволж. книжн. изд-во, 1968.
- [Комментарии] // Герцен А. И. Собр. соч.: в 30 т. / А. И. Герцен. М.: Изд-во АН СССР, 1958. Т. 14; Т. 15; 1959. Т. 18; М.: Наука, 1965. Т. 30, кн. 2.
- [Вступ. ст., подг. текстов и коммент.] // Н. Г. Чернышевский в воспоминаниях современников. Саратов : Сарат. книжн. изд-во, 1958—1959. Т. 1. С. 191—211, 211—217, Т. 2. С. 52-116, 197—209.
- [Статьи, примеч., подг. текстов] // Салтыков-Щедрин М. Е. Собр. соч. : в 20 т. М. :
- Художественная литература, 1965. Т. 1. С. 399—449; 1966. Т. 4. С. 180—244, 537—564.
- «Колокол» // КЛЭ. М. : Сов. энциклопедия, 1966. С. 662—665.
- Письма Т. И. Усакиной (1964—1965) // предисл. Ю. В. Манна; подг. текста и примеч. Е. И. Лившиц // Известия РАН. Серия лит. и яз. 2002. № 1. С. 51-64.